# Фрашери, Абдюль

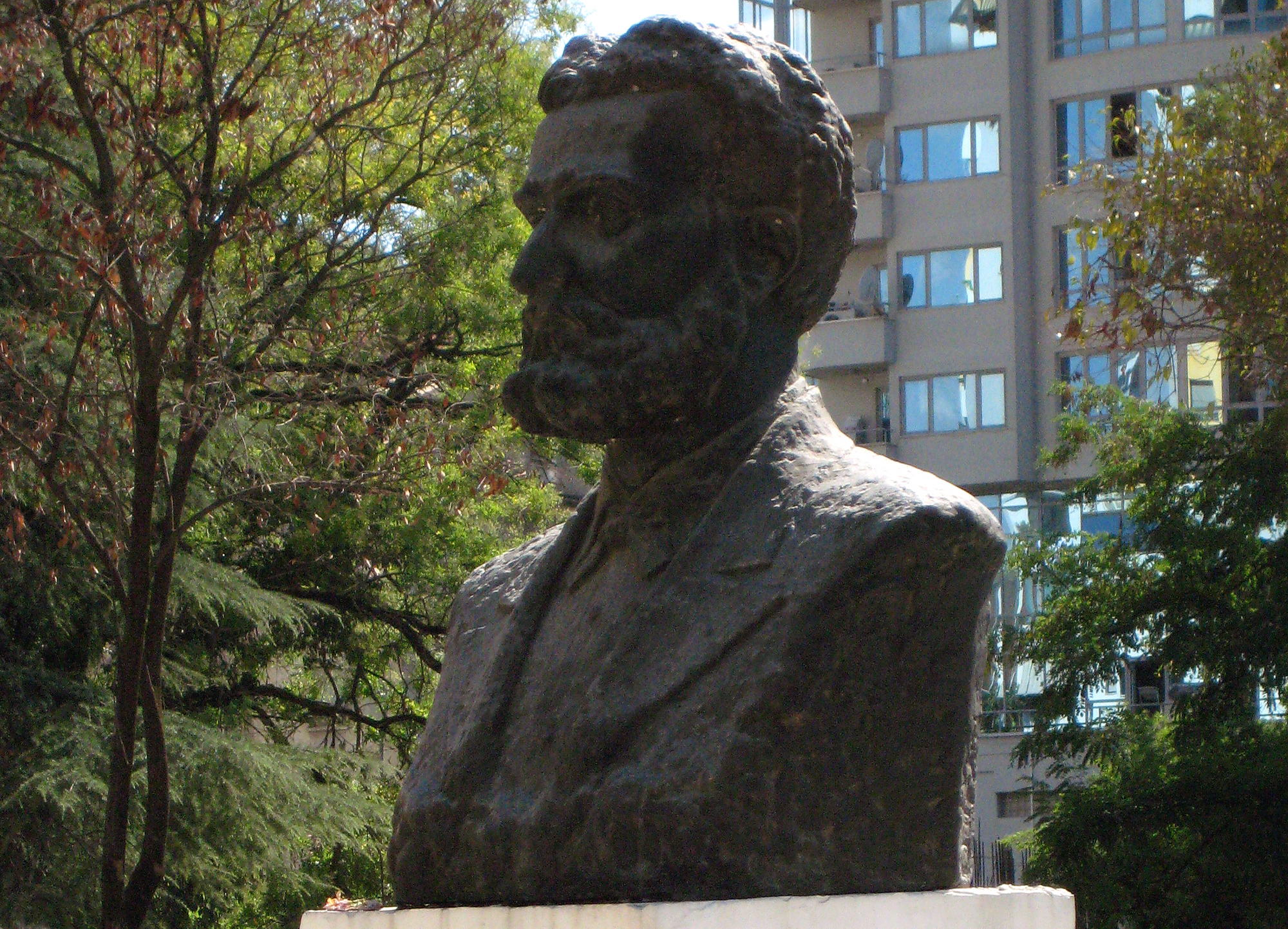
Бюст Абдюля Фрашери, Тирана, Албания

Абдюль Фрашери (алб. Abdyl Frashëri, тур. Fraşerli Abdül bey, 1 июня 1839 года, Фрашер, Пермети, Оттоманская империя — 23 октября 1892 года, Константинополь, Оттоманская империя) или Абдулла Хюсни Фрашери — дипломат, государственный деятель и идеолог албанского национально-культурного возрождения, инициатор создания и лидер Призренской лиги, основатель Центрального комитета по защите албанских прав в Стамбуле, заместитель представителя вилайета Янина Оттоманской империи во время I Конституционной эры (1876—1877 гг.). Народный Герой Албании. Старший брат Наима Фрашери и Сами Фрашери. Отец Мидхата Фрашери, основателя Балли Комбетар. Племянниками Абдюля Фрашери были политик, премьер-министр Албании Мехди Фрашери и албанский поэт Али Сами Юэн.

## Биография
Родился 1 июня 1839 года в населённом пункте Фрашер в семье обедневшей албанской аристократии. Его отец Халит-бей Фрашери был командиром нерегулярных албанских отрядов в составе оттоманской армии. После смерти отца и матери Абдюль Фрашери вместе со своими двумя младшими братьями отправился в Янину, где находился под опекой губернатора Янины и обучался у албанского педагога и учёного Хасана Тахсини, у которого он изучал арабский, персидский, греческий и французский языки, философию и математику.
С 1860-х годов стал заниматься общественной и политической деятельностью. После турецко-русской войны Абдюль Фишери вместе с Абедином Дино создал Албанский Янинский комитет, который выступал за право албанцев создать свою автономию в составе Оттоманской империи. Написал проект Декларации об автономии Албании, которая была принята во время работы Призренской лиги в 1878 году. Деятельность Абдюля Фашери по основанию албанской автономии вызвала реакцию Греции, Сербии и Болгарии, которые при поддержке Российской империи выступали против албанской государственности на Балканах. Получив поддержку султана, Абдюль Фрашери с июля по декабрь 1877 года встретился несколько раз с представителями Греции, чтобы сформировать с ней коалицию против Болгарии. Стефанос Скулудис отверг коалицию и переговоры о коалиции с Грецией потерпели неудачу и тогда Абдюль Фрашери усилил политические отношения с представителями Оттоманской империей, основав в Константинополе Центральный комитет по защите албанских прав («Komiteti qendror për mbrojtjen e të drejtave të kombësisë shqiptare»), целью которого стала работа по организации автономии албанских земель.
В конце 1877 года был выбран депутатом I Парламента Оттоманской империи и избран председателем Центрального комитета по защите албанских прав, в котором он разработал политическую платформу для формирования будущего албанского государства в качестве Албанского вилайета Оттоманской империи. В 1878 году Абдюль Фрашери организовал в Константинополе съезд албанских деятелей национально-культурного возрождения, который в мае 1878 года создал Представительство всех албанских земель. 10 июня 1878 года участники этого съезда в количестве около 80 человек собрались в Призрене, где они основали Призренскую лигу. Центральный комитет Призренской лиги имел право создавать свою армию и облагать налогами албанское население. Призренская лига объявила, что он распространяет свою юрисдикцию на территорию современной Албании и Косово. Призренская лига была признана Оттоманской империей. Абдюль Фрашери занимал пост министра иностранных дел Призренской лиги.
Весной 1879 года Абдюль Фрашери от имени Призренской лиги посетил столицы европейских государств, чтобы защитить целостность албанских территорий. В этом же году Абдюль Фрашери созвал Национальное собрание в населённом пункте Гийрокастер, которое приняло решение создать автономную Албанию.
В октябре 1879 года стал учредителем Стамбульского общества издания албанской литературы («Shoqëri e të shtypuri shkronja shqip»).
В январе 1881 года в Призренская лига создала Временное правительство под руководством премьер-министра Имера Призрени, которое взяло под свой контроль Албанский и Косовский вилайеты и свергло оттоманскую администрацию. Летом 1881 года Абдюль Фрашери был арестован оттоманскими властями за свою деятельность и приговорён к смертной казни. Приговор был изменён на пожизненное заключение, после чего содержался в призренской тюрьме в течение трёх лет и был отпущен в 1885 году на свободу по состоянию здоровья с условием не заниматься политической и общественной деятельностью. В 1886 году он был отправлен в Стамбул, где скончался 23 октября 1892 года.
В 1978 году его останки были перевезены в Тирану и захоронены на территории тиранского Большого парка.

## Источник
- Peter Bartl: Die albanischen Muslime zur Zeit der nationalen Unabhängigkeitsbewegung (1878—1912). Wiesbaden 1968.
- Mathias Bernath u. a. (Hrsg.): Bibliographisches Lexikon zur Geschichte Südosteuropas. Bd. 1. München 1974.
- Johannes Faensen: Die albanische Nationalbewegung. Wiesbaden 1980.
- Kristo Frashëri: Abdyl Frashëri. 1839—1892. Tiranë 1984.
- Kopeček, Michal; Ersoy, Ahmed; Gorni, Maciej; Kechriotis, Vangelis; Manchev, Boyan; Trencsenyi, Balazs; Turda, Marius (2006) Discourses of collective identity in Central and Southeast Europe (1770–1945)